# Эль-Обейд (город)
Эль-Обе́йд (Эль-Обеи́д) (араб. الأبيض‎, англ. Al-Ubayyid (El Obeid)) — город в Судане, административный центр провинции Северный Кордофан.

## География
Эль-Обейд находится в 370 км к юго-западу от столицы страны, города Хартум, в 30 км у югу от него лежит город Эр-Рахад. Эль-Обейд расположен на высоте 609 м над уровнем моря в переходном районе между подножьем так называемых синих нубийских гор и собственно тем же самым районом Синих нубийских гор, будучи находясь на северо-западном направлении недалеко от нубийско-кордофанского складчатого переходного плато и будучи также находясь в варианете умеренной злаково-травянистой с незначительным но довольно сильно постоянным очаговым присутствием постоянно приближающихся северносахельских полудюнных суглинистих песков осушающего смешанного характера, также находясь в засушливой южносахельской типичной субэкваториальной саванне и относительно недалеко от стока непостоянно сезонных но круглогодовых тропических предгорных рек южной части вилаята северный кордофан, также находясь в нескольких километрах от  вилайата южный кордофан. .

## Климат
| Показатель                    | Янв. | Фев. | Март | Апр. | Май  | Июнь | Июль | Авг.  | Сен. | Окт. | Нояб. | Дек. | Год   |
| ----------------------------- | ---- | ---- | ---- | ---- | ---- | ---- | ---- | ----- | ---- | ---- | ----- | ---- | ----- |
| Средний суточный максимум, °C | 29,9 | 32,2 | 35,7 | 38,6 | 39,4 | 37,5 | 33,9 | 32,7  | 34,8 | 36,4 | 33,6  | 30,5 | 34,5  |
| Средняя температура, °C       | 21,7 | 23,8 | 27,4 | 30,3 | 32,0 | 31,0 | 28,5 | 27,5  | 28,3 | 29,4 | 25,9  | 22,3 | 27,3  |
| Средний суточный минимум, °C  | 13,5 | 15,4 | 19,1 | 21,9 | 24,6 | 24,5 | 23,1 | 22,4  | 21,8 | 22,4 | 18,3  | 14,1 | 20,1  |
| Норма осадков, мм             | 0,0  | 0,0  | 0,4  | 1,4  | 8,4  | 22,5 | 98,9 | 110,6 | 61,7 | 14,3 | 0,3   | 0,0  | 318,5 |
| Источник:                     |      |      |      |      |      |      |      |       |      |      |       |      |       |

Климат Эль-Обейда в целом характеризуется как Субэкваториальный сухой довольно мягкого типичного варианта полевых и травянистых сухих умеренных саванн. Находясь в довольно сухих, но географически относительно южных областях Сахеля, однако исключительно допускающий значительное, но судя по всему, довольно постепенное, и, также судя по всему требующее одно полное десятилетие, сильное приближение угрозы постоянного иссушения и выдувания песчаными местными ветрами, весьма нередко прогрессирующей постоянной эрозии почв, постоянного опустынивания и нередкого передвижения песков и сухих глинистых почв, именно за счёт осушающего разрушения почв также следуя всё дальше и дальше постепенно в южные области сахельского географического региона, также особенно касаемую небольшой, но довольно резкой сильной отдалённости от более увлажнённого высотно-поясного географического региона Нубийских Гор, где климат немного напоминает Высотно-поясной Мягковариантивный Климат, который будучи находится где-то в северо-центральном географическом расположении в глубине Эфиопских Нагорий. Количество годовых осадков сезонно постоянные, выпадающее временно, от полугодия к полугодию, и в целом составляя всего только до 450 мм за один год и в целом варьируется приблизительно до 100 мм в среднем в Сухой Сезон постоянно, длящийся с позднего начала октября (только после четвёртого числа календаря) и по раннее начало апреля (только после второго числа календаря) и соответственно наоборот до 300 мм в среднем во Влажный Сезон постоянно, длящийся точно также с начала апреля по начало октября.

## Население
Население города по оценочным данным на 2013 года составляет 418 280 человек. Большая часть населения — мусульмане, имеется христианское меньшинство. Главные этнические группы - Арабы, Нуба, Беджа и Нилоты. В городе также проживают небольшие группы иностранцев, в основном европейцев и туристов.
Динамика численности населения города по годам:
| 1956   | 1973   | 1983    | 1993    | 2010    | 2012    | 2013    |
| ------ | ------ | ------- | ------- | ------- | ------- | ------- |
| 47 700 | 90 060 | 141 528 | 229 425 | 398 993 | 408 357 | 418 280 |

## Экономика и транспорт
Конечная железнодорожная станция. Узел шоссейных и караванных дорог. Центр скотоводческого района. Мыловаренный завод; торговля гуммиарабиком. В городе расположены национальный международный аэропорт и  нефтеперерабатывающий завод. Выращиваются типичные для данного региона культуры такие как сорго, кунжут, кукуруза, просо, арахис, цитрусовые, бахчёвые, распространенны также различные нередко постоянные тропические плодовые деревья    такие как гранат, хурма, авокадо, манго, гуайава, папайя, плодовые растения семейства Злаковых, Тутовых, Сапиндовых, Стратоцветных, Сапониновых, Мальпигиевых, Овощных Культур также произрастают довольно часто распространенные Тропические Овощные Культуры (в основном растения семейства тыквенных и пасленовых) и прочие другие подобные культуры, а также финиковые, банановые и другие плодовые пальмовые деревья.